# Carlo Bichi
Carlo Bichi, född 6 maj 1638 i Siena, död 7 november 1718 i Rom, var en italiensk kardinal. 

## Biografi
Carlo Bichi var son till markisen Galgano Bichi och Girolama Piccolomini. Han var för en tid refendarieråd vid Apostoliska signaturan.
I februari 1690 upphöjde påve Alexander VIII Bichi till kardinaldiakon med Santa Maria in Cosmedin som titeldiakonia. Tre år senare, år 1693, erhöll han Sant'Agata dei Goti som titeldiakonia. Kardinal Bichi deltog i konklaven 1691, vilken valde Innocentius XII till ny påve, och i konklaven 1700, som valde Clemens XI.
Kardinal Bichi avled i Rom år 1718 och är begravd i sin titeldiakonia Sant'Agata dei Goti. Gravmonumentet utfördes av Carlo de Dominicis.

## Bilder

Kardinal Carlo Bichis titeldiakonior
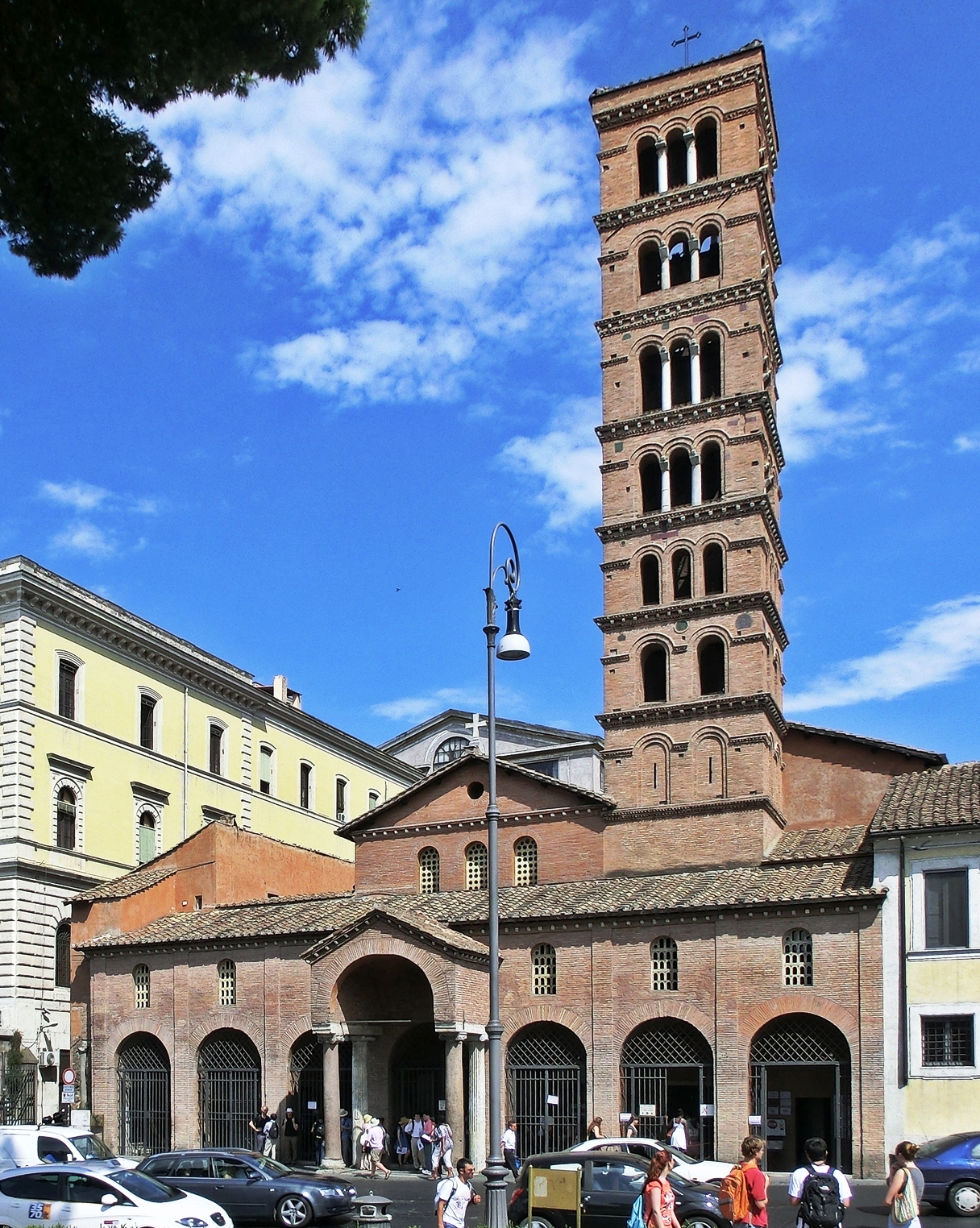
Santa Maria in Cosmedin.
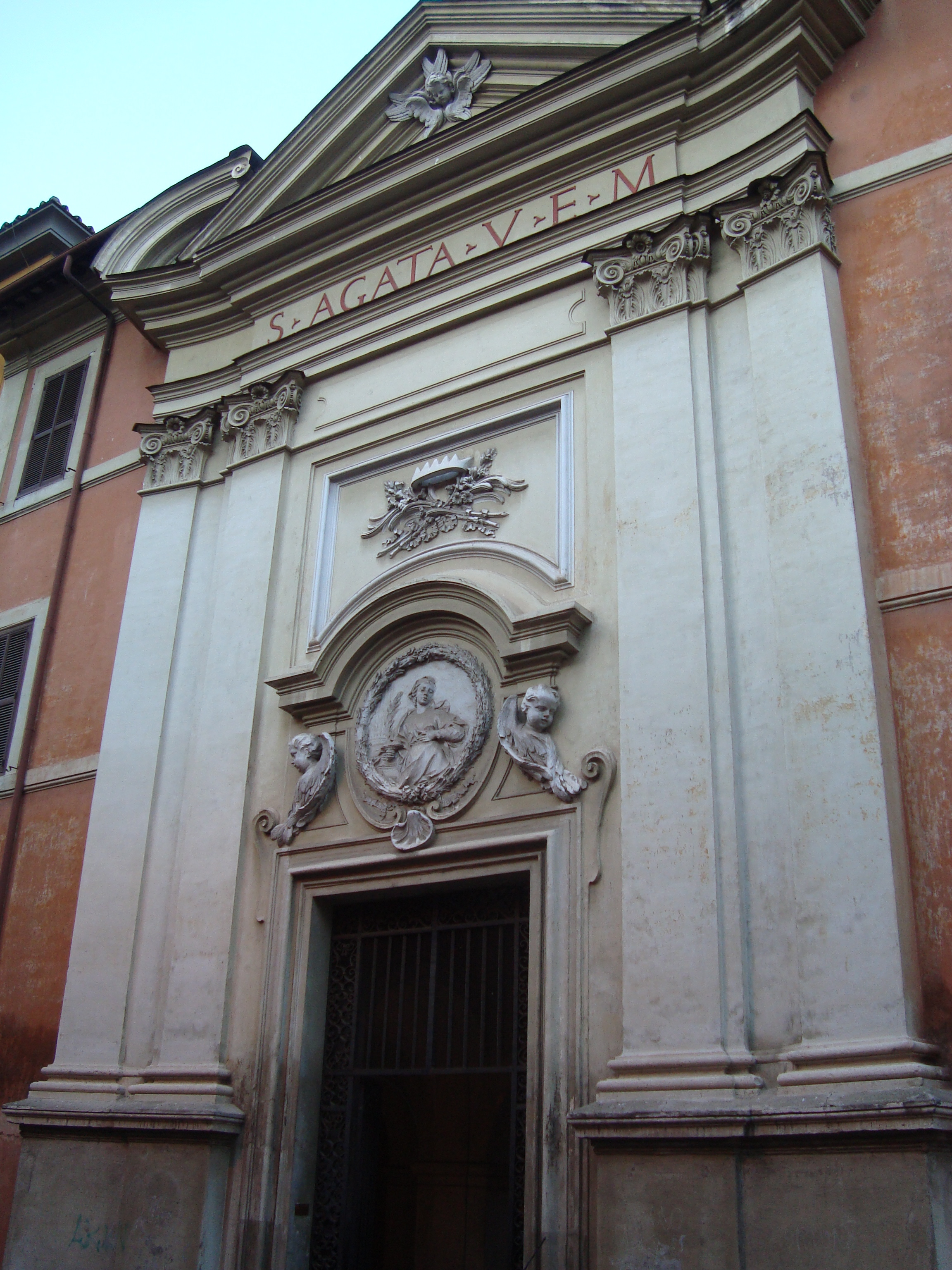
Sant'Agata dei Goti.

| - Kardinal Carlo Bichis gravmonument. |